# Below Deck Méditerranée
Below Deck Méditerranée (Below Deck Mediterranean) est une émission de téléréalité américaine diffusée sur la chaine Bravo depuis le 3 mai 2016.
L'émission est un spin-off de Below Deck : La Vie à Bord, une autre émission diffusée sur la même chaîne. L' émission a été annoncée en mars 2015.
Le 17 juin 2020, Bravo a annoncé que Peter Hunziker avait été licencié en raison d'un message raciste posté sur les réseaux sociaux. Du fait que cela se soit produit en post-production, et après la diffusion de l'épisode 3, la production a annoncé que ses apparitions seraient « minimisées » pendant « la seconde moitié de la saison ».

## Concept
En plein cœur de la Méditerranée, le jeune équipage d'un yacht de croisière de luxe navigue sur les eaux troubles de l'amour, tout en gérant les exigences des passagers et en affrontant bien d'autres remous dramatiques…
la série relate la vie des membres d'équipage  qui travaillent et résident à bord d'un superyacht de 150 pieds, lors d'une saison de location estivale, en Grèce (saisons 1 et 9), Croatie (saisons 2 et 6 ), l'Italie (saison 3), la France (saison 4), l'Espagne (saison 5). Cette série filme, pendant environ six semaines, l'équipe du film qui remplace temporairement l'équipage principal.

## Participants

### Saison 1:Ionian Princess
- Mark Howard – Capitaine
- Bryan Kattenburg – Maître d’équipage (ep 1), Premier officier (ep 1-13)
- Ben Robinson – Chef Cuisinier
- Hannah Ferrier – Cheffe hôtesse/stewardess
- Julia d’Albert Pusey – 2e Hôtesse/stewardess
- Tiffany Copeland – 3e Hôtesse/stewardess
- Danny Zureikat – Matelot (ep 1–12)
- Jen Riservato – Matelot
- Bobby Giancola – Matelot

### Saison 2:Sirocco
- Sandra « Sandy » Yawn – Capitaine
- Adam Glick – Chef Cuisinier
- Hannah Ferrier – Cheffe hôtesse/stewardess
- Christine « Bugsy » Drake – 2e Hôtesse/stewardess
- Lauren Cohen – 3e Hôtesse/stewardess
- Wesley Walton – Maître d’équipage
- Malia White – Matelot (ep 1–10), Chef de pont (ep 11–14)
- Max Hagley – Matelot
- Bobby Giancola – Matelot

### Saison 3:Talisman Maiton
- Sandra « Sandy » Yawn – Capitaine
- Adam Glick – Chef Cuisinier
- Hannah Ferrier – Cheffe hôtesse/stewardess
- Brooke Laughton – 2e Hôtesse/stewardess
- Kasey Cohen – 3e Hôtesse/stewardess
- Conrad Empson – Maître d’équipage
- João Franco – Chef de pont
- Colin Macy-O’Toole – Matelot
- Jamie Jason – Matelot

### Saison 4:Sirocco
- Sandra « Sandy » Yawn - Capitaine
- Mila Kolomeitseva – Cheffe Cuisinière (ep 1–5)
- Ben Robinson – Chef Cuisinier (ep 13–18)
- Hannah Ferrier – Cheffe hôtesse/stewardess
- Aesha Scott – 2e Hôtesse/stewardess
- Anastasia Surmava – 3e Hôtesse/stewardess(ep 1-4, 13-18), Cheffe (ep 5-12)
- June Foster – 3e Hôtesse/stewardess (ep 7–13)
- João Franco – Maître d'équipage
- Travis Michalzik – Chef de pont
- Colin Macy-O’Toole – Matelot
- Jack Stirrup – Matelot

### Saison 5:Le Wellington
- Sandra « Sandy » Yawn – Capitaine
- Hindrigo « Kiko » Lorran – Chef Cuisinier (ep 1–10)
- Tom Checketts – Chef Cuisinier (ep 11–20)
- Hannah Ferrier – Cheffe Hôtesse/stewardess  (ep 1–12)
- Lara Flumiani – 2e Hôtesse/stewardess (ep 1–3)
- Christine « Bugsy » Drake – 2e Hôtesse/stewardess (ep 4–12), Cheffe hôtesse/stewardess (ep 12–20)
- Aesha Scott – 2e Hôtesse/stewardess (ep 13–20)
- Jessica More – 3e Hôtesse/stewardess
- Malia White – Maître d’équipage
- Peter Hunziker – Chef de pont (ep 1-6), Matelot (ep 7-20)
- Alex Radcliffe – Matelot (ep 1–18), Chef de pont (ep 18–20)
- Robert Westergard – Matelot

### Saison 6:Lady Michelle
- Sandra « Sandy » Yawn – Capitaine
- Mathew Shea – Chef Cuisinier
- Katie Flood – Cheffe hôtesse/stewardess
- Lexi Wilson – 2e Hôtesse/stewardess (ep 1–9), Hôtesse/stewardess (ep 9–13)
- Courtney Veale – 3e Hôtesse/stewardess (ep 1–9), Hôtesse/stewardess (ep 9–14), 2e Hôtesse/stewardess (ep 15–18)
- Delaney Evans – Hôtesse/stewardess (ep 9–13)
- Malia White – Maître d'équipage
- David Pascoe – Matelot (ep 1–16), Chef de pont (ep 17–18)
- Lloyd Spencer – Matelot
- Mzi "Zee" Dempers – Matelot

### Season 7:Home
- Sandra "Sandy" Yawn – Capitaine
- David White – Chef Cuisinier
- Natasha "Tasha" Webb – Cheffe hôtesse/stewardess
- Natalya "Nat" Scudder – 2e Hôtesse/stewardess
- Elena Dubaich – Hôtesse/stewardess(ep 18–19)
- Kyle Viljoen – 2e steward (ep 1–17, ep 19)
- Storm Smith – Chef de pont (ep 1–5), Maître d'équipage provisoire (ep 5–9), Maître d'équipage (ep 9–19)
- Courtney Veale – Matelot (ep 6–13), Chef de pont (ep 13–19)
- Mzi "Zee" Dempers – Matelot
- Jason Gaskell – Matelot (ep 1–14)
- Reid Jenkins – Matelot (ep 14–19)
- Raygan Tyler – Maître d'équipage (ep 1–5)

### Season 8:Mustique
- Sandra "Sandy" Yawn – Capitaine
- Jack Luby – Chef Cuisinier
- Tumi Mhlongo – Cheffe hôtesse/stewardess  (ep 2–16)
- Kyle Viljoen – 2e Steward (ep 3–16)
- Natalya "Nat" Scudder – Cheffe hôtesse/stewardess provisoire (ep 1–2), 3e Hôtesse/stewardess (ep 3–9)
- Jessika Asai – 2e Hôtesse/stewardess (ep 1–2), 4e Hôtesse/stewardess (ep 3–10), 3e Hôtesse/stewardess (ep 10–16)
- Brooke Boney – Hôtesse/stewardess temporaire (ep 1–2)
- Lily Davison – 4e Hôtesse/stewardess (ep 10–16)
- Luka Brunton – Matelot (ep 1), Maître d'équipage provisoire (ep 1–2), Maître d'équipage (ep 2–16)
- Lara Du Preez – Matelot (ep 1–5), Chef de pont (ep 5–16)
- Haleigh Gorman – Matelot
- Max Salvador – Matelot (ep 3–16)
- Ruan Irving – Maître d’équipage (épisode 1)

### Saison 9:Mustique
- Sandra « Sandy » Yawn – Capitaine
- Johnathan Shillingford – Chef Cuisinier
- Aesha Scott – Cheffe hôtesse/stewardess
- Elena Dubaich – Hôtesse/stewardess
- Bri Muller – Hôtesse/stewardess
- Iain Maclean – Maître d’équipage
- Joe Bradley – Matelot
- Nathan Gallager – Matelot
- Gaël Cameron – Matelot